# Lista över fornlämningar i Södertälje kommun
Lista över fornlämningar i Södertälje kommun är en förteckning av ett urval av de fornlämningar som finns i Södertälje kommun.

## Hölö
Se Lista över fornlämningar i Södertälje kommun (Hölö)

## Mörkö
Se Lista över fornlämningar i Södertälje kommun (Mörkö)

## Salem
Se Lista över fornlämningar i Södertälje kommun (Salem)

## Södertälje
Se Lista över fornlämningar i Södertälje kommun (Södertälje)

## Tveta
Se Lista över fornlämningar i Södertälje kommun (Tveta)

## Vårdinge
Se Lista över fornlämningar i Södertälje kommun (Vårdinge)

## Ytterenhörna
Se Lista över fornlämningar i Södertälje kommun (Ytterenhörna)

## Ytterjärna
Se Lista över fornlämningar i Södertälje kommun (Ytterjärna)

## Östertälje
Se Lista över fornlämningar i Södertälje kommun (Östertälje)

## Överenhörna
Se Lista över fornlämningar i Södertälje kommun (Överenhörna)

## Överjärna
Se Lista över fornlämningar i Södertälje kommun (Överjärna)